# Stati di Alderney
Gli Stati di Alderney sono il parlamento monocamerale di Alderney, parte del Baliato di Guernsey.